# Палеша Говердхан
Палеша Говердхан (нар. 25 липня 2003) — непальська паратхеквондистка. Брала участь у літніх Паралімпійських іграх 2020 року у категорії до 58 кг. 
Говердхем програла з рахунком 21-8 у поєдинку першого раунду Бет Манро з Великої Британії, яка в підсумку здобула срібну медаль. 